# Agrocalamagrostis stebleri
Agrocalamagrostis stebleri är en gräsart som beskrevs av Paul Friedrich August Ascherson och Karl Otto Robert Peter Paul Graebner. Agrocalamagrostis stebleri ingår i släktet Agrocalamagrostis och familjen gräs. Inga underarter finns listade i Catalogue of Life.